# Port lotniczy Halls Creek
Port lotniczy Halls Creek (IATA: HCQ, ICAO: YHLC) – port lotniczy położony w Halls Creek, w stanie Australia Zachodnia, w Australii.